# Legende von der Entstehung des Buches Taoteking auf dem Weg des Laotse in die Emigration
Die Legende von der Entstehung des Buches Taoteking auf dem Weg des Laotse in die Emigration ist ein Gedicht von Bertolt Brecht. Es ist Bestandteil der Sammlung Svendborger Gedichte.
Das Gedicht gilt als „eines der berühmtesten Gedichte“ (Jan Knopf) Brechts und ist ein wichtiges Werk der deutschen Exilliteratur. Es beschreibt eine legendenhafte Episode aus dem Leben des altchinesischen Philosophen Laozi (ältere Umschrift: Laotse). Die Legende spiegelt die langjährige – beginnend ca. 1920 – und prägende Beschäftigung Brechts mit taoistischem Gedankengut wider, das er insbesondere in Form von Richard Wilhelms Übersetzung des Taoteking (heute: Daodejing) kennengelernt hatte. Darüber hinaus hat sich Brecht in gewissen Zügen Laotses selbst porträtiert, insbesondere in seiner Rolle als Emigrant zwischen Ohnmacht und Hoffnung auf den Sieg der guten Sache.
Das Gedicht wurde 1949 von Günter Kochan, einem Eisler-Schüler, vertont.

## Entstehung

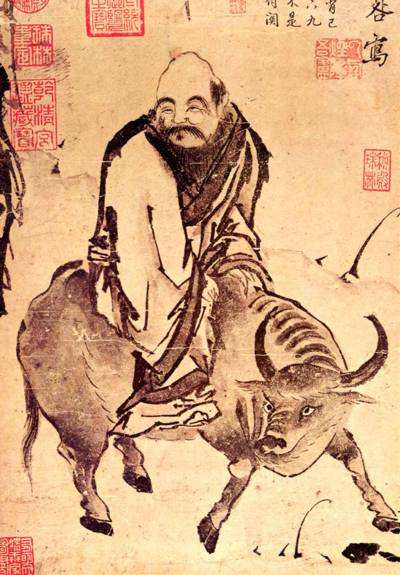
Laozi

Die Legende von der Entstehung des Buches Taoteking auf dem Weg des Laotse in die Emigration entstand 1938 in Dänemark während Brechts Emigration. Das Gedicht wurde erstmals 1939 in Moskau in der Zeitschrift Internationale Literatur (Heft 1, S. 33 f.) veröffentlicht, nachdem die Exilzeitschrift Maß und Wert eine Veröffentlichung abgelehnt hatte. Die im Gedicht geschilderte Anekdote war schon Gegenstand eines kurzen Prosastücks Brechts gewesen (Die höflichen Chinesen), das 1925 im Berliner Börsen-Courier erschienen war. Der Autor nahm das Gedicht 1949 auch in seine Kalendergeschichten auf; hier ist Die unwürdige Greisin die komplementäre Erzählung.

## Inhalt
Das Gedicht erzählt, wie der Weise Laotse im hohen Alter seine Heimat verlässt, weil er mit den Zuständen dort nicht einverstanden ist.
„Als er siebzig war und war gebrechlich
Drängte es den Lehrer doch nach Ruh
Denn die Güte war im Lande wieder einmal schwächlich
Und die Bosheit nahm an Kräften wieder einmal zu.
Und er gürtete den Schuh.“
Er packt seine wenige Habe zusammen und auf einem Ochsen reitend, der von einem Jungen geführt wird, verlässt er das Land.
Am vierten Tag wird er von einem Zöllner aufgehalten, der ihn zunächst fragt, ob er etwas zu verzollen habe. Laotse aber ist arm, was der Junge erklären kann: „Er hat gelehrt.“ Auf die Frage, was er denn „rausgekriegt“ habe, antwortet der Junge:
„Daß  das weiche Wasser in Bewegung
Mit der Zeit den mächtigen Stein besiegt.
Du verstehst, das Harte unterliegt.“
Wer wen besiegt, weckt die Neugier des Zöllners, und er bittet den Weisen, seine Lehren niederzuschreiben. Innerhalb von sieben Tagen, in denen der Zöllner Laotse und dem Knaben Unterkunft und Verpflegung gewährt, schreiben sie 81 Sprüche nieder, welche der Knabe dem Zöllner überreicht. Auf diese Weise entsteht das Buch Daodejing, quasi als Zoll. Am Ende steht neben dem Lobpreis des Weisen ein Dank des Sprechers an den Zöllner:
„Darum sei der Zöllner auch bedankt:
Er hat sie [die Weisheit] ihm abverlangt.“
Schon im Prosastück Die höflichen Chinesen von 1925 findet sich das Hauptthema des Gedichts beschrieben:
„Laotse hatte von Jugend auf die Chinesen in der Kunst zu leben unterrichtet und verließ als Greis das Land, weil die immer stärker werdende Unvernunft der Leute dem Weisen das Leben erschwerte. […] Da trat ihm an der Grenze des Landes ein Zollwächter entgegen und bat ihn, seine Lehren für ihn, den Zollwächter, aufzuschreiben, und Laotse, aus Furcht unhöflich zu erscheinen, willfahrte ihm. Er schrieb die Erfahrungen seines Lebens in einem dünnen Buche für den höflichen Zollwächter auf und verließ erst, als es geschrieben war, das Land seiner Geburt.“

## Form
Die dreizehn Strophen der Legende bestehen aus jeweils fünf Versen, von denen in der Regel die ersten vier fünfhebige und der Schlussvers vierhebige Trochäen aufweisen. Die Trochäen geben dem Gedicht – analog zum „weichen Wasser in Bewegung“ – eine fließende Anmutung. Von diesem Schema weicht Brecht an einzelnen charakteristischen Stellen ab. So etwa in der fünften Strophe, in der sich der fließende Trochäus gleichsam am harten Daktylus des mäch-ti-gen Steins bricht. Das Gedicht entwickelt seinen speziellen Reiz auch durch das verwendete Reimschema [ababb], das einen Rhythmus aufbaut und dann durchbricht. Der jeweils zweite und vierte Vers weisen eine männliche Kadenz auf.
Dass solche formalen Schemata, inklusive der Abweichungen, von Brecht bewusst und sorgfältig eingesetzt wurden, belegen die Notizen aus seinem Nachlass. Zu den Abweichungen zählen die und-Struktur vieler Zeilen und Übergänge. Das und ist die einfachste Form der Verknüpfung, es hat gleichzeitig kindliche und volksmäßige Züge.

## Wirkung
Hannah Arendt berichtet in Menschen in finsteren Zeiten von der Wirkung, die das Gedicht auf die Exildeutschen in französischer Gefangenschaft während des Zweiten Weltkrieges machte: Wie ein Lauffeuer verbreitete sich das Gedicht in den Lagern, wurde von Mund zu Mund gereicht wie eine frohe Botschaft, die, weiß Gott, nirgends dringender benötigt wurde als auf diesen Strohsäcken der Hoffnungslosigkeit.
Irmgard Horlbeck-Kappler, eine bekannte DDR-Buchgestalterin und Malerin, zeichnete 1975 eine Grafik zur Legende, die für die Reclam-Ausgaben zwischen 1979 und 1985 als Coverbild diente.

## Richard Wilhelms Fassung des Tao Te King
Es sind grundlegend unterschiedliche Übersetzungen des Tao Te King vorhanden. In der Übersetzung des Tao Te King von Richard Wilhelm, die Brecht nutzte, finden sich an mehreren Stellen Verweise auf das „Weiche“ und „Harte“, und zwar in den Abschnitten 37, 43, 76 und 78. Der letzte Abschnitt ist der einzige, in dem wie bei Brecht die Thematik „Wasser“ aufgegriffen wird:
„Auf der ganzen Welt
gibt es nichts Weicheres und Schwächeres als das Wasser.
Und doch in der Art, wie es dem Harten zusetzt,
kommt nichts ihm gleich.
Es kann durch nichts verändert werden.
Dass Schwaches das Starke besiegt
und Weiches das Harte besiegt,
weiß jedermann auf Erden,
aber niemand vermag danach zu handeln.“
Ebenfalls findet sich im Vorwort von Richard Wilhelms Übersetzung die Geschichte mit dem Grenzbeamten wieder:
„Als die öffentlichen Zustände sich so verschlimmerten, daß keine Aussicht auf die Herstellung der Ordnung mehr vorhanden war, soll Laotse sich zurückgezogen haben. Als er an den Grenzpaß Han Gu gekommen sei, nach späterer Tradition auf einem schwarzen Ochsen reitend, habe ihn der Grenzbeamte Yin Hi gebeten, ihm etwas Schriftliches zu hinterlassen. Darauf habe er den Tao Te King, bestehend aus mehr als 5000 chinesischen Zeichen, niedergeschrieben und ihm übergeben. Dann sei er nach Westen gegangen, kein Mensch weiß wohin.“